# ジェイアール西日本フードサービスネット
株式会社ジェイアール西日本フードサービスネット（ジェイアールにしにほんフードサービスネット、英: WEST JAPAN RAILWAY FOOD SERVICE NET COMPANY）は大阪府大阪市に本社を置く西日本旅客鉄道(JR西日本)の完全子会社（連結子会社）。

## 概要
7つの事業領域において事業を展開している。
- 店舗事業本部 ‐ レストラングループ - レストランの運営。
- セルフサービスカフェグループ - 「DELI CAFE」、「からふね屋珈琲」、「Drip-X-Cafe」などの喫茶店の運営。
- フルサービスカフェグループ - 「エスタシオンカフェ」などの喫茶店の運営。山崎製パン株式会社が運営するパンカフェレストラン「サン・エトワール」の近畿・北陸・中国地方のエリアフランチャイズも請け負っている。
- ファストフードグループ - 立ち食いそば・うどん店「麺家」の運営。
- 旅弁当グループ - 駅弁の販売を行っている。
- 列車事業本部 - 山陽新幹線「のぞみ」・「ひかり」グリーン車内のワゴンによる車内販売。
  - なお、北陸新幹線においてはJR西日本管内においてもJR東日本の関連会社であるJR東日本サービスクリエーションが担当しているため、山陽新幹線のみ車内販売を行っている。
- 瑞風事業 - 2017年6月17日から運転開始した団体列車「TWILIGHT EXPRESS 瑞風」での食堂車の営業[2]。
- 駅ナカ施設等のスターバックス事業 - 2023年1月にスターバックスコーヒージャパンとライセンス契約。同年秋以降、近畿圏の駅に出店予定。

## 沿革
- 1988年（昭和63年）
  - 4月20日 - JR西日本の完全子会社としてハートアンドアクションフーズ株式会社を設立。
  - 5月23日 - 日本食堂の地域子会社として株式会社にっしょく西日本を設立（後にJR西日本の完全子会社となる）。
  - 6月1日 - 上記2社の営業活動を開始。
- 1992年（平成4年）6月1日 - ハートアンドアクションフーズがジェイアール西日本フーズ株式会社に社名変更[3]。
- 1993年（平成5年）2月2日 - にっしょく西日本が株式会社ジェイアールウエストレストラン（通称：J-ウェストラン[4]）に社名変更[5]。
- 2000年（平成12年）
  - 2月1日 - ジェイアールウエストレストランとジェイアール西日本フーズが合併し、株式会社ジェイアール西日本フードサービスネットとなる[6]。
  - 4月1日 - ジェイアール西日本デイリーサービスネットの地域子会社5社に地域単位での営業を譲渡。
- 2005年（平成17年）7月1日 - 関西弘済食堂株式会社と合併。
- 2008年（平成20年）7月1日 - 株式会社ジェイラインサービス大阪と合併。
- 2013年（平成25年）1月23日 - 天鉄トラベルサービス株式会社を完全子会社化。
- 2015年（平成27年）
  - 3月14日 - 東海道・山陽新幹線の車内販売において、交通系電子マネーの決済サービスを開始[7]。
  - 3月14日 - JR西日本エリアでの在来線全特急列車の車内販売を終了。臨時寝台特急列車「トワイライトエクスプレス」運転終了に伴い、食堂車の営業を終了。
  - 5月16日 - 団体列車『特別な「トワイライトエクスプレス」』での食堂車営業を開始。
  - 7月1日 - 天鉄トラベルサービス株式会社を吸収合併。
  - 8月25日 - からふね屋珈琲株式会社を鉄人化計画から株式譲受し、完全子会社化。
- 2016年（平成28年）6月1日 - からふね屋珈琲株式会社を吸収合併。
- 2017年（平成29年）3月3日 - 株式会社デリチュースの全株式を授受し、完全子会社化。

## 労働組合
- ジェイアール西日本フードサービスネット労働組合（JR西日本グループ労働組合連合会）